# Någonstans i tiden
Någonstans i tiden (engelska: Somewhere in Time) är en amerikansk romantisk fantasyfilm från 1980 i regi av Jeannot Szwarc. Filmen är baserad på romanen Bid Time Return, skriven av Richard Matheson 1975, som också skrivit filmmanuset. I huvudrollerna ses Christopher Reeve, Jane Seymour och Christopher Plummer.

## Rollista i urval
- Christopher Reeve - Richard Collier
- Jane Seymour - Elise McKenna
- Christopher Plummer - William Fawcett Robinson
- Teresa Wright - Laura Roberts
- Bill Erwin - Arthur Biehl
- Susan French - Elise, som äldre
- George Voskovec - Dr. Gerard Finney
- Eddra Gale - Genevieve
- Tim Kazurinsky - fotograf (1912)
- Bruce Jarchow - Bones (1912)